# Jérôme Neuville

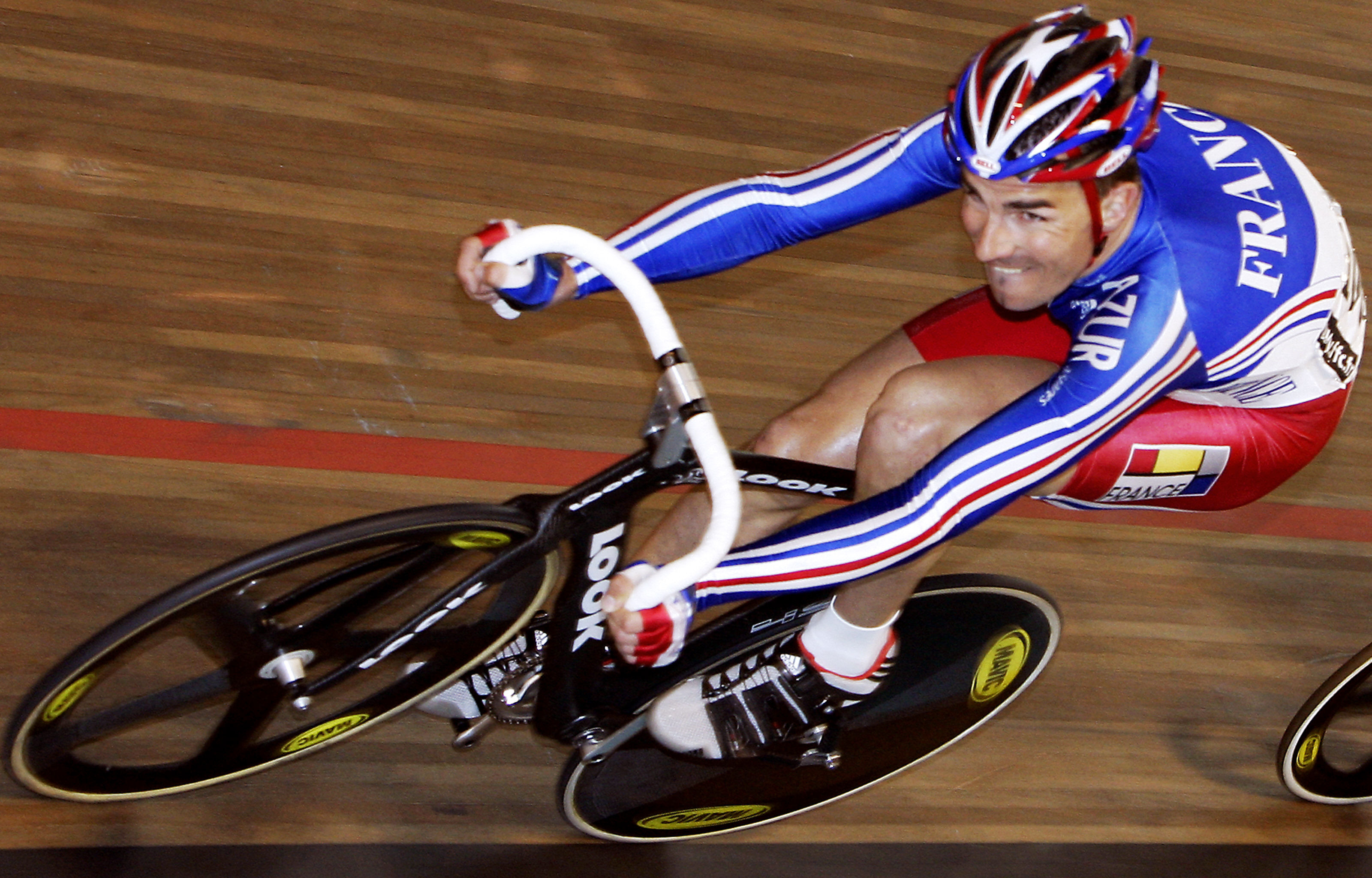
Jérôme Neuville

Jérôme Neuville (* 15. August 1975 in Saint-Martin-d’Hères) ist ein ehemaliger französischer Radrennfahrer.

## Sportliche Laufbahn
Jérome Neuville gewann seine erste Medaille bei den Bahn-Radweltmeisterschaften 1997 mit seinen Landsmännern in der Mannschaftsverfolgung. 1998 siegte er bei dem Paarzeitfahren Duo Normand. Daraufhin unterschrieb er bei Crédit Agricole ab der folgenden Saison. In seinem ersten Jahr dort gewann er bei der Bahnrad-WM mit der französischen Équipe die Silbermedaille. Ein Jahr später sicherte er sich zum zweiten Mal Bronze. Bei den Weltmeisterschaften 2001 wurde er zum ersten Mal Weltmeister im Madison mit Robert Sassone. Diesen Titel verteidigte er im folgenden Jahr mit Franck Perque. 2003 gewann er seine dritte und letzte Bronzemedaille in der Mannschaftsverfolgung. Zuletzt wurde Neuville 2006 Weltmeister im Scratch.

## Erfolge – Bahn
1998
- Weltcup Cali – Mannschaftsverfolgung (mit Andy Flickinger, Fabien Merciris und Damien Pommereau)

2001
- Weltmeister – Madison (mit Robert Sassone)
- – Einerverfolgung

2002
- Weltmeister – Madison (mit Franck Perque)

2003
- – Einerverfolgung
- – Madison (mit Nicolas Reynaud)

2004
- Weltcup Aguascalientes – Mannschaftsverfolgung (mit Anthony Langella, Fabien Merciris und Fabien Sanchez)

2005
- – Madison (mit Laurent d’Ollivier)
- Weltcup Manchester – Scratch
- Weltcup Manchester – Madison (mit Andy Flickinger)

2006
- Weltmeister – Scratch

2007
- Weltcup Peking – Madison (mit Christophe Riblon)

## Erfolge – Straße
1998
- Duo Normand (mit Magnus Bäckstedt)

## Teams
- 1999–2002 Crédit Agricole
- 2002 Cofidis